# کانادا در المپیک

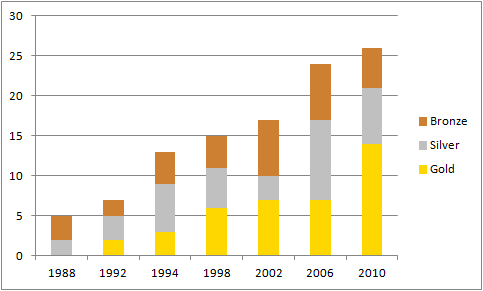
تفکیک مدال ها در بازی های المپیک زمستانی توسط کانادا بین بازی های 1988 کلگری و 2010 ونکوور

کشور کانادا در بازی‌های المپیک توانسته ۲۷۸ مدال در بازی‌های المپیک تابستانی و ۱۴۵ مدال در بازی‌های المپیک زمستانی کسب کند.

## جدول مدال‌ها بر پایه بازی‌ها

### بازی‌های المپیک تابستانی
| بازی‌ها                     | ورزشکار    | طلا        | نقره       | برنز       | مجموع      | رتبه       |
| ۱۹۰۰ پاریس                 | ۲          | ۱          | ۰          | ۱          | ۲          | ۱۳         |
| ۱۹۰۴ سنت لوییس             | ۵۲         | ۴          | ۱          | ۱          | ۶          | ۴          |
| ۱۹۰۸ لندن                  | ۸۷         | ۳          | ۳          | ۱۰         | ۱۶         | ۷          |
| ۱۹۱۲ استکهلم               | ۳۷         | ۳          | ۲          | ۳          | ۸          | ۹          |
| ۱۹۲۰ آنتورپ                | ۵۳         | ۳          | ۳          | ۳          | ۹          | ۱۲         |
| ۱۹۲۴ پاریس                 | ۶۵         | ۰          | ۳          | ۱          | ۴          | ۲۰         |
| ۱۹۲۸ آمستردام              | ۶۹         | ۴          | ۴          | ۷          | ۱۵         | ۱۰         |
| ۱۹۳۲ لس آنجلس              | ۱۰۲        | ۲          | ۵          | ۸          | ۱۵         | ۱۲         |
| ۱۹۳۶ برلین                 | ۹۷         | ۱          | ۳          | ۵          | ۹          | ۱۷         |
| ۱۹۴۸ لندن                  | ۱۱۸        | ۰          | ۱          | ۲          | ۳          | ۲۵         |
| ۱۹۵۲ هلسینکی               | ۱۰۷        | ۱          | ۲          | ۰          | ۳          | ۲۱         |
| ۱۹۵۶ ملبورن                | ۹۲         | ۲          | ۱          | ۳          | ۶          | ۱۵         |
| ۱۹۶۰ رم                    | ۸۵         | ۰          | ۱          | ۰          | ۱          | ۳۲         |
| ۱۹۶۴ توکیو                 | ۱۱۵        | ۱          | ۲          | ۱          | ۴          | ۲۲         |
| ۱۹۶۸ مکزیکو سیتی           | ۱۳۸        | ۱          | ۳          | ۱          | ۵          | ۲۳         |
| ۱۹۷۲ مونیخ                 | ۲۰۸        | ۰          | ۲          | ۳          | ۵          | ۲۷         |
| ۱۹۷۶ مونترال (کشور میزبان) | ۳۸۵        | ۰          | ۵          | ۶          | ۱۱         | ۲۷         |
| ۱۹۸۰ مسکو                  | شرکت نداشت | شرکت نداشت | شرکت نداشت | شرکت نداشت | شرکت نداشت | شرکت نداشت |
| ۱۹۸۴ لس آنجلس              | ۴۰۷        | ۱۰         | ۱۸         | ۱۶         | ۴۴         | ۶          |
| ۱۹۸۸ سئول                  | ۳۲۸        | ۳          | ۲          | ۵          | ۱۰         | ۱۹         |
| ۱۹۹۲ بارسلونا              | ۲۹۵        | ۷          | ۴          | ۷          | ۱۸         | ۱۱         |
| ۱۹۹۶ آتلانتا               | ۳۰۳        | ۳          | ۱۱         | ۸          | ۲۲         | ۲۱         |
| ۲۰۰۰ سیدنی                 | ۲۹۴        | ۳          | ۳          | ۸          | ۱۴         | ۲۴         |
| ۲۰۰۴ آتن                   | ۲۶۳        | ۳          | ۶          | ۳          | ۱۲         | ۲۱         |
| ۲۰۰۸ پکن                   | ۳۳۲        | ۳          | ۹          | ۶          | ۱۸         | ۱۹         |
| ۲۰۱۲ لندن                  | ۲۸۱        | ۱          | ۵          | ۱۲         | ۱۸         | ۳۶         |
| مجموع                      | مجموع      | ۵۹         | ۹۹         | ۱۲۰        | ۲۷۸        | ۲۰         |